# Euneornis
Euneornis is een geslacht van zangvogels uit de familie Thraupidae (tangaren):
- Euneornis campestris  – Jamaicaanse suikervogel